# Picentinos

Distribuição aproximada dos idiomas na Itália durante o século VI a.C.

Picentinos ou picentes (em latim: Picentes ou Picentini; em grego clássico: Πίκεντες ou Πικεντῖνοι) são exônimos latinos usados para definir o povo que habitava a região do Piceno, no norte da planície litorânea do mar Adriático, na antiga Itália. O endônimo, se é que existia, bem como o idioma deste povo, não são conhecidos com clareza.
A definição de Piceno depende do período histórico. A região situada entre os Apeninos e o mar Adriático ao sul de Ancona (originalmente uma colônia grega foi conhecida como tal durante todo o início do período histórico. Entre Ancona e Rimini, ao norte, a população era multiétnica. Durante a República Romana a área ficou conhecida como "Gália Togada" (Gallia Togata), porém sabe-se que os gauleses teriam se misturado ou deslocado populações anteriores da região. O Campo Gálico, como era conhecido, era considerado território tanto gaulês quanto piceno. Sob o Império Romano a faixa litorânea ao sul de Rimini foi unida (ou reunida) com os territórios ao sul de Ancona, até Piceno; naquela altura o único idioma falado ali já era o latim.
Ao sul de Ancona um idioma do grupo úmbrio era falado, conhecido atualmente como picentino meridional, conhecido apenas através de inscrições. O úmbrio era uma língua itálica. A norte de Ancona, por volta de Pesaro, a existência de um idioma totalmente diferente foi evidenciada por quatro inscrições, das quais apenas uma tem um tamanho considerável, e que foi chamada, por conveniência, de picentino setentrional; é um idioma do qual pouco se conhece, considerado uma língua isolada. Algumas teorias sugerem que poderia representar o idioma falado originalmente em todo o Piceno ao sul de Rimini.

## Nome
O historiador inglês Edward Togo Salmon sugeriu que o endônimo deste povo poderia ser pupeneis "ou algo semelhante", um nome étnico utilizado em quatro inscrições no picentino meridional encontradas perto de Ascoli Piceno. Exames posteriores deste argumento associaram o termo ao nome latino Poponius, como mostra uma inscrição (TE1) encontrada próxima a Teramo:
apaes ...púpúnis nir
"Appaes ... um homem popônio"
A ligação entre 'popônios' e 'picentes', no entanto, se é que existe, continua obscura.
O primeiro documento a mencionar o nome latino é o Fasti triumphales, que registrou em 268/267 a.C. um triunfo dedicado a Públio Senfrônio Sofo por uma vitória de Peicentibus, "sobre os picentes" (onde -ei- é uma forma do latim antigo). Todo o grupo de palavras latinas de origem picentina encontradas subsequentemente seguem as regras da formação de palavras padrão do latim. A raiz é Pīc-, cuja origem e significado ainda são desconhecidos. A forma extensa Pīc-ēn- é usada para formar um adjetivo de segunda declinação, em frases como Pīcēnus ager, "país piceno", Pīcēnae olivae, "azeitonas picenas", e o neutro era utilizado como substantivo, Pīcēnum. Estes termos, no entanto, não se referem ao povo, *Pīcēni, mas sim ao país habitado por eles. Pīcēni, sempre que ocorre, é o genitivo de Pīcēnum ("de Piceno") e não um nominativo plural ("os picentinos"). Do mesmo modo, Pīcēnus, quando usado sozinho, implicava Pīcēnus ager, o "(país) Piceno", e não se referia a um residente do local; o adjetivo nunca foi usado para se referir às pessoas daquele local.
Para o povo, uma raiz adjetiva de terceira declinação era formada: Pīc-ent-, usada em Pīcens e Pīcentes, "um picentino" e "os picentinos", substantivos formados a partir do adjetivo. Este adjetivo pode ser usado para se referir às pessoas ou a outras palavras, bem como na segunda formação do nome do país, Pīcentum. É deste que vem outro nome para o povo, Pīcentini. A ordem histórica em que estas palavras surgiram, ou se derivaram umas das outras, continua a ser um mistério.